# Biak (lud)
Biak lub Biak-Numfor (indonez. orang Biak) – grupa etniczna z indonezyjskiej prowincji Papua. Zamieszkują północno-zachodnie wybrzeże Nowej Gwinei, wyspy Biak, Numfoor, Yapen i inne zakątki wschodniej Indonezji. Ich populacja wynosi 80 tys. osób.
Posługują się własnym językiem biak (biak-numfoor) z rodziny austronezyjskiej. W użyciu jest również lokalny malajski, a w mniejszym zakresie język indonezyjski. W mieście Biak dominującą rolę odgrywa malajski, który w dużej mierze wyparł rodzimy język.
Tradycyjnie zajmują się m.in. rolnictwem i rybołówstwem. Uprawia się przede wszystkim kolokazję jadalną, maniok, słodkie ziemniaki. Wśród pozostałych upraw są m.in.: palma kokosowa, banany, betel, fasola złota i różne warzywa. Duże znaczenie ma też mączka sago. Pewną rolę odgrywają również hodowla zwierząt i łowiectwo. Inne zajęcia to handel i rzemiosło – budowa statków, kowalstwo, złotnictwo; rozwinęli tradycje morskie i żeglarskie. Do sztuki tradycyjnej należy rzeźba w drewnie (w tym figurki religijne korwar). Współcześnie wielu z nich zajmuje wysokie stanowiska w strukturze kościelnej i społeczeństwie indonezyjskiej Papui. Pracują przy wydobyciu ropy naftowej, w rybołówstwie przemysłowym, w obsłudze lotniczej oraz w administracji i wojsku.
W większości wyznają protestantyzm. Dawniej znajdowali się pod wpływem kulturowym ludu Tidore, a w okresie kolonialnym mieli dobry dostęp do zachodniej edukacji. Sterowali stosunkami handlowymi w północno-zachodniej Nowej Gwinei. Rozpowszechnili język biak jako język handlowy na zachodnim i północnym wybrzeżu Ptasiej Głowy, na wyspach Raja Ampat i we wschodnich Molukach. Byli znani z piractwa. Pod wpływem kontaktów handlowych z Tidore i późniejszej administracji holenderskiej zakorzenił się wśród nich język malajski. Chrześcijaństwo było szerzone od II poł. XIX w. przez misjonarzy niemieckich, a następnie holenderskich. Niemniej do lat 40. XX w. utrzymywały się wierzenia tradycyjne.
Charakteryzują się wysokim poziomem mobilności. Ludność Biak zamieszkuje różne zakątki indonezyjskiej Nowej Gwinei, od wysp Raja Ampat na zachodzie, przez północne wybrzeże Ptasiej Głowy, rejon zatoki Cenderawasih (w tym wyspy Yapen i Kurudu), rejon Mamberamo i wyspy Kumamba po Jayapurę na wschodzie. Poza tym skupiska Biak występują na wyspach w północno-wschodniej części Moluków (w tym Gebe). Na wyspach Raja Ampat (zwłaszcza Waigeo, Batanta i Kofiau) są określani mianem Beser.
Religia tradycyjna oparta na wierze w istotę z niebios (Nanggi); totemizm; święty utwór Manarmakeri.
Organizacja społeczna opiera się na patrylinearnym systemie pokrewieństwa. Tradycyjnie występowała zasada patrylokalności. Funkcjonuje system klanów (kéret). Panuje egzogamia, czyli zwyczaj zawierania małżeństw poza własną grupą bądź wsią. 